# Maks Kirbos
Maks Kirbos, slovenski baletni plesalec, koreograf in pedagog, * 12. maj 1914, Maribor, † 28. oktober 1972, Maribor.
Šolal se je pri Petru Gresserevu in Jeleni Poljakovi v Ljubljani ter leta 1937 pri Olgi Preobrežanski in drugih v Parizu. Kot solist je bil angažiran v Monte Carlu, Parizu, Rimu in milanski Scali, ter gostoval še po drugih odrih v Evropi ter Severni in Južni Ameriki. V letih 1943−1948 je bil član Opere SNG v Ljubljani, tu je imel 1944 zasebno baletno šolo, v letih 1948−1953 pa je vodil mariborski balet in bil od 1951 ravnatelj Nižje baletne šole. V gledališki sezoni 1953/1954 je bil šef baleta in koreograf v Novem Sadu, od 1954 do 1957pa na Reki. Kirbos se je razvil v vrhunskega baletnega solista z obsežnim repertoarjem in se uveljavil v baletnih središčih po svetu. 